# FUNA (作家)
FUNA（フナ）は、日本のライトノベル作家。関西出身。沖縄県から北海道まで日本中を渡り歩き、現在は関東に在住。アマチュア無線、小型船舶、気象予報士等の資格を所有している。年齢は非公開だが、1989年にライトノベル作家としてデビューした神坂一（1964年生まれ）と対談した際、同年代であることを明かしている。
小説投稿サイト「小説家になろう」出身だが、ネットで投稿した長編3作品全てが商業出版化・コミカライズ・テレビアニメ化を達成している。小説家になろうでは、3作品とも毎週1回の更新を安定して継続中である。
長編以外にも短編作品が一作だけ投稿されているが、これもアンソロジーコミック収録という形でコミカライズ化されている。

## 作品
- 私、能力は平均値でって言ったよね!（2025年2月現在、既刊20巻、アース・スターノベル→SQEXノベル）[6][7]
- ポーション頼みで生き延びます!（2025年4月現在、既刊11巻、Kラノベブックス）[8]
- 老後に備えて異世界で8万枚の金貨を貯めます（2025年1月現在、既刊10巻、Kラノベブックス）[9]
- 絶対記憶で華麗に論破いたしましょう（原題：『婚約破棄に絶対記憶で立ち向かう』、漫画：みけだて、読切、comicスピラ）[10]